# Jugoslavija na Svetovnem prvenstvu v hokeju na ledu 1990
Jugoslavija je na Svetovnem prvenstvu v hokeju na ledu 1990 C, ki je potekalo med 28. marcem in 8. aprilom 1990 na Madžarskem, s sedmimi zmagami in porazom osvojila prvo mesto ter se uvrstila v skupino B svetovnega hokeja.

## Postava
- Vratarji: ?
- Branilci: ?
- Napadalci: Toni Tišlar, Andrej Razinger, Zvone Šuvak, ?

## Tekme
| 28. marec 1990 | Jugoslavija | 4–2 | Južna Koreja | Budimpešta |

| Poročilo tekme | Poročilo tekme | Poročilo tekme | Poročilo tekme | Poročilo tekme |
| -------------- | -------------- | -------------- | -------------- | -------------- |
|                |                | (2:1,2:1,0:0)  |                |                |

| 30. marec 1990 | Jugoslavija | 6–3 | Romunija | Budimpešta |

| Poročilo tekme | Poročilo tekme | Poročilo tekme | Poročilo tekme | Poročilo tekme |
| -------------- | -------------- | -------------- | -------------- | -------------- |
|                |                | (0:0,2:1,4:2)  |                |                |

| 31. marec 1990 | Jugoslavija | 6–3 | Bolgarija | Budimpešta |

| Poročilo tekme | Poročilo tekme | Poročilo tekme | Poročilo tekme | Poročilo tekme |
| -------------- | -------------- | -------------- | -------------- | -------------- |
|                |                | (2:0,1:2,3:1)  |                |                |

| 2. april 1990 | Jugoslavija | 8–2 | Severna Koreja | Budimpešta |

| Poročilo tekme | Poročilo tekme | Poročilo tekme | Poročilo tekme | Poročilo tekme |
| -------------- | -------------- | -------------- | -------------- | -------------- |
|                |                | (6:1,0:0,2:1)  |                |                |

| 3. april 1990 | Jugoslavija | 17–1 | Belgija | Budimpešta |

| Poročilo tekme | Poročilo tekme | Poročilo tekme | Poročilo tekme | Poročilo tekme |
| -------------- | -------------- | -------------- | -------------- | -------------- |
|                |                | (8:0,5:0,4:1)  |                |                |

| 5. april 1990 | Jugoslavija | 5–1 | Danska | Budimpešta |

| Poročilo tekme | Poročilo tekme | Poročilo tekme | Poročilo tekme | Poročilo tekme |
| -------------- | -------------- | -------------- | -------------- | -------------- |
|                |                | (2:0,1:0,2:1)  |                |                |

| 6. april 1990 | Madžarska | 1–8 | Jugoslavija | Budimpešta |

| Poročilo tekme | Poročilo tekme | Poročilo tekme | Poročilo tekme | Poročilo tekme |
| -------------- | -------------- | -------------- | -------------- | -------------- |
|                |                | (0:4,0:3,1:1)  |                |                |

| 8. april 1990 | Jugoslavija | 3–3 | Kitajska | Budimpešta |

| Poročilo tekme | Poročilo tekme | Poročilo tekme | Poročilo tekme | Poročilo tekme |
| -------------- | -------------- | -------------- | -------------- | -------------- |
|                |                | (2:0,1:2,0:1)  |                |                |